# Navigator Dzinkambani
Navigator Dzinkambani (* 7. Januar 1974; † 31. August 2006) war ein malawischer Fußballspieler.

## Sportlicher Werdegang
Dzinkambani spielte unter anderem bei den Big Bullets Blantyre in seinem Heimatland Malawi. Der Torhüter war zudem lange Jahre in der malawischen Nationalmannschaft aktiv. Mit dieser nahm er mehrfach am COSAFA Cup teil, darunter an der Erstausgabe 1997, bei der die Nationalmannschaft den letzten Tabellenplatz belegte. Bei den folgenden Ausgaben stand er in den neu geschaffenen Qualifikationsspielen jeweils zwischen den Pfosten, eine erneute Teilnahme an der Endrunde gelang jedoch nicht. Später lieferte er sich mit Swadic Sanudi einen Zweikampf um den Platz im Tor der Nationalmannschaft, bei der – letztlich verpassten – Qualifikation zur Weltmeisterschaftsendrunde 2002 spielte er jedoch im Großteil der Spiele. Auch im Herbst 2002 war er Stammkraft, als die Nationalmannschaft die Endspiele im COSAFA Cup 2002 erreichte. Beide Spiele gegen Südafrika gingen jedoch verloren, im Rückspiel hütete Phillip Nyasulu das Tor.
Dzinkambani starb im Sommer 2006 im Alter von 32 Jahren an den Folgen einer HIV-Infektion.